# جويلهيرمي بيرو
جويلهيرمي بيرو (20 أبريل 2004 في البرازيل - ) هو لاعب كرة قدم برازيلي في مركز الجناح يلعب حالياً مع نادي الشارقة معار من نادي كورينثيانز.

## روابط خارجية
- جويلهيرمي بيرو على موقع قاعدة بيانات كرة القدم.إي يو (الإنجليزية)
- جويلهيرمي بيرو على موقع Soccerway.com (الإنجليزية)